# Ivan Andrejevič Krilov
Ivan Andrejevič Krilov (rus. Ива́н Андре́евич Крыло́в), ruski basnopisec in komediograf, * 13. februar 1769, Moskva, Rusija, † 21. november 1844, Sankt Peterburg, Rusija.
Po poklicu je bil uradnik in novinar. Delal je tudi v ruski narodni knjižnici v Sankt Peterburgu. Da bo tudi sam pisal basni, je spoznal med prevajanjem del Francoza Jeana de La Fontaina. Po njegovem zgledu je napisal približno 200 basni, ki so izšle v devetih knjigah. V njih je večinoma opozarjal in šibal slabo stanje v carski Rusiji. Odlikuje jih socialna satira, moralni nauk v pregovornih oblikah, dramatičnost zgodbe in ljudska govorica.
Za svoja dela je prejel veliko prestižnih nagrad.